# Paolo Patrizi
Paolo Patrizi, noto anche come PooL (Saronno, 15 marzo 1989), è un mountain biker italiano, cinque volte campione élite FCI di Trial. A seguito della partecipazione ad Italia's Got Talent è apparso in diversi programmi televisivi.

## Biografia
Nato a Saronno in provincia di Varese, alla tarda età di 15 anni comincia a praticare il Trial.
Nel 2016 partecipa alla prima edizione di Ninja Warrior Italia e, nel 2017, alla quinta edizione di Bake Off Italia dove si classifica 14.

## Palmarès
- 2006

Campionati italiani Junior UISP
- 2008

Circuito Italiano Trial FCI, categoria élite 20"
Campionati italiani Trial FCI, categoria élite 20" (Cantù)
- 2009

Circuito Italiano Trial FCI, categoria élite 26"
Campionati italiani Trial FCI, categoria élite 20" (Biella)
- 2010

Circuito Italiano Trial FCI, categoria élite 20"
Campionati italiani Trial FCI, categoria élite 20" (Lazzate)
- 2011

Circuito Italiano Trial FCI, categoria élite 20"
Campionati italiani Trial FCI, categoria élite 26" (Vigevano)
- 2012

Campionati italiani Trial FCI, categoria élite 20" (Lamosano di Chies d'Alpago)

## Piazzamenti
- Campionati del mondo

Val di Sole 2008 - Trials: 26º
Mont Saint Anne 2010 - Trials: 9º
Champery 2011 - Trials: 13º
- Coppa del mondo

2008: 17º
2009: 23º
2010: 12º
2011: 13º
2012: 14º

## Riconoscimenti
- 2007, 2010

"Atleta dell'anno" nella provincia di Milano
- 2008

Medaglia di Bronzo del CONI per i risultati sportivi

## Televisione
- Lo show dei record (Canale 5, 2009) Apparizione
- Italia's Got Talent (Canale 5, 2012) Sfidante
- Amici (Canale 5, 2012) Apparizione
- Ninja Warrior Italia (NOVE, 2016) Concorrente
- Bake Off Italia (Real Time, 2017) Concorrente